# Гірнича наука, освіта та преса Алжиру
Гірнича наука, освіта та преса Алжиру
Підготовка кадрів. Геологічні дослідження проводяться в Інституті нафти (центри — в мм. Алжир, Хассі-Месауд і Оран). Підготовка кадрів здійснюється в університеті (м. Алжир), Африканському центрі вуглеводнів і текстильної промисловості (м. Бумердес), Політехнічній школі (м. Харраш) і Технічній рудній школі (м. Міліана).
Діють: Науково-дослідний центр напівпровідникових технологій для енергетики Алжиру (CRTSE, Semiconductors Technology Research Center for Energetics), ENOF minig Entrprise, Silicon Technology Development Unit, UDTS. (Група з питань розвитку кремнієвої технології).
Основні публікації з гірничої справи і геології вміщують в журналах: «Bulletin du Service de la Carte Geologique de l'Algerie» (виходить з 1902); «Bulletin economique et juridique Alger» (з 1937).